# 주 혜왕
주 혜왕(周 惠王)은 주나라의 제17대 왕(재위: 기원전 676년 ~ 기원전 653년)이다. 성은 희(姬), 이름은 랑(閬)이다. 주 희왕의 아들이다.

## 생애
희왕 5년(기원전 677년)에 아버지인 희왕이 사망하였다.
혜왕 원년(기원전 676년)에 즉위했다. 할아버지 주 장왕의 애첩 왕요의 아들로 장왕에게 사랑을 받은 작은아버지 자퇴(子頹)의 일파를 탄압하여, 자퇴의 스승 위국 등 대신들의 장원을 빼앗아 유(짐승을 기르는 곳)로 만들었다. 또 대부 자금(子禽), 변백(邊伯), 축궤(祝跪), 첨보(詹父)의 재산을 침해했다. 이듬해인 기원전 675년 가을, 위의 다섯 대부와 사(士) 석속이 소자에 의지하고 자퇴를 옹립해 반란을 일으켰다. 혜왕측이 한 번은 반란군을 소자의 영읍인 온으로 쫓아냈으나, 연과 위 두 나라가 자퇴를 지원해 혜왕이 쫓겨났다. 혜왕은 온(현재의 허난성 자오쭤시 원현 남부)으로 피했고 정의 여공은 자신이 13년간 망명할 때의 근거지인 역(현재의 허난성 위저우시)에서 혜왕을 맞이했다. 자퇴는 겨울에 주왕으로 등극했다.
혜왕 4년(기원전 673년), 정은 괵과 협력해 자퇴와 그 일당 다섯 대부를 죽이고 혜왕을 복위시켰다. 혜왕은 정에는 은상으로서 호뢰(현재의 허난성 싱양시) 동쪽의 땅을 하사했으며, 괵을 순수하고 주천 이북 땅을 주었다. 혜왕은 괵공에게 정여공보다 더 좋은 하사품을 주었고, 이는 주나라와 정나라 사이가 벌어져, 나중에 주 양왕과 정 문공 사이에서 분쟁이 일어나는 원인이 되었다.
혜왕 10년(기원전 667년), 혜왕은 제의 환공에게 패자(방백)의 지위를 하사했다.
혜왕 25년(기원전 652년), 혜왕은 사망하였다.

## 후계
혜왕 자신이 장자인 제 아버지보다 첩복인 자퇴를 더 사랑한 할아버지 주 장왕 때문에 왕위에서 쫓겨나는 고초를 겪었음에도, 후처 혜후의 아들 숙대를 사랑해 장자 정(주 양왕)의 위치를 불안정하게 했다. 혜왕은 태자를 폐하고 숙대를 태자로 세우려 했으나, 패자인 제 환공은 이를 저지하고자 혜왕 22년(기원전 655년) 회맹에서 왕세자 정을 불러들여 제후들과 회견하여 태자 지위를 널리 안정시키고자 했다. 혜왕은 제 환공에게 드러내놓고 반대하지는 못하고, 회맹의 일원으로 참가한 정나라를 꾀어 이탈시키고 초나라 · 진나라와 손을 잡고자 했다. 정 문공은 왕명을 따라 회맹을 배반했다. 혜왕 23년(기원전 654년) 제 환공이 주도하는 제후연합군의 정나라 공격은 초나라가 허나라를 공격해 무산되었으나, 헤왕 24년(기원전 653년) 재차 공격을 받은 정나라가 제 환공에게 굴복하면서 혜왕의 공작도 무위로 돌아갔다.